# Subsecretari de stat în Guvernul Petru Groza (2)
În Guvernul Petru Groza (2) au fost incluși și subsecretari de stat.

## Subsecretari de stat
- Subsecretar de stat la Președinția Consiliului de Miniștri

Emil Bodnăraș (1 decembrie 1946 - 5 noiembrie 1947)
- Subsecretar de stat la Ministerul de Interne

Ion Burcă (1 decembrie 1946 - 29 decembrie 1947)
- Subsecretar de stat la Ministerul de Interne

Marin Florescu (1 decembrie 1946 - 5 noiembrie 1947)
- Subsecretar de stat la Ministerul de Război

General Dumitru Dămăceanu (1 decembrie 1946 - 29 decembrie 1947)
- Subsecretar de stat la Ministerul de Finanțe

Vasile Modoran (5 noiembrie - 29 decembrie 1947)
- Subsecretar de stat la Ministerul Economiei Naționale

Ion Gheorghe Maurer (1 decembrie 1946 - 29 decembrie 1947)
- Subsecretar de stat la Ministerul Economiei Naționale

Bucur Șchiopu (1 decembrie 1946 - 29 decembrie 1947)
- Subsecretar de stat la Ministerul Agriculturii și Domeniilor

Constantin Agiu (1 decembrie 1946 - 29 decembrie 1947)
- Subsecretar de stat la Ministerul Cooperației

Ion Ciolan (1 decembrie 1946 - 5 noiembrie 1947)
Mihail Macavescu (5 noiembrie - 29 decembrie 1947)
- Subsecretar de stat la Ministerul Muncii și Asigurărilor Sociale

Ioan Popescu (5 noiembrie - 29 decembrie 1947)
- Subsecretar de stat la Ministerul Educației Naționale

Constantin Țigăneanu (1 decembrie 1946 - 5 noiembrie 1947)
Gheorghe Vasilichi (5 noiembrie - 29 decembrie 1947)
- Subsecretar de stat la Ministerul Educației Naționale

Miron Nicolescu (1 decembrie 1946 - 29 decembrie 1947)

## Sursa
- Stelian Neagoe - "Istoria guvernelor României de la începuturi - 1859 până în zilele noastre - 1995" (Ed. Machiavelli, București, 1995)
- Rompres Arhivat în 27 septembrie 2007, la Wayback Machine.